# Генотерапія

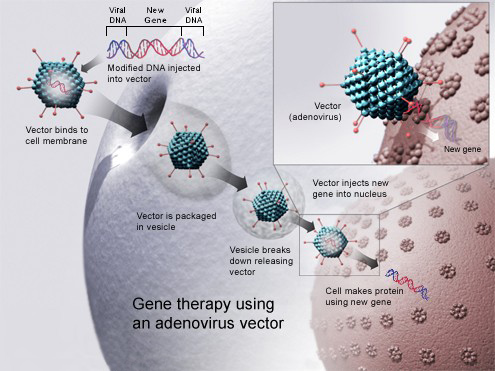
Генотерапія з використанням аденовірусу для модифікації геному

Генотерапі́я або генна терапія — це вид лікування, який передбачає зміну або заміну генів у клітинах людини для лікування або запобігання захворюванням. Генотерапія передбачає додавання нових функціонуючих генів у клітини, які були відсутні або несправні, або шляхом інактивації чи відновлення наявних генів.
Гени можуть бути доставлені до клітин різними способами, включаючи вірусні вектори (трансдукція), які є спеціальними вірусами, що були модифіковані для перенесення нового гена в клітини, і невірусні методи (трансфекція), такі як електропорація чи пряме введення ДНК.
Редагування генів є перспективним підходом до зміни геному людини для лікування генетичних хвороб, серцево-судинних патологій,  вірусних захворювань, онкологічних патологій та хвороб асоційованих з віком. Активно досліджується генотерапія неврологічних хвороб, когнітивних дисфункцій та наслідків травм нервової системи, а також в регенеративній медицині.

## Розвиток концепції генотерапії
Концепція генотерапії, мабуть, з'явилася відразу після відкриття явища трансформації у бактерій і вивчення механізмів трансформації клітин тварин пухлинотворними вірусами. Такі віруси можуть здійснювати стабільне впровадження генетичного матеріалу в геном клітини господаря, тому було запропоновано використовувати їх як вектори для доставки бажаної генетичної інформації в геном клітин — для корекції помилок, модифікації клітин чи додавання специфічних властивостей.
Реальністю генна корекція соматичних клітин стала після 1980-х років, коли були розроблені методи отримання ізольованих генів, створені еукаріотичні експресуючі вектори та стали звичайними переноси генів у мишей та інших тварин.

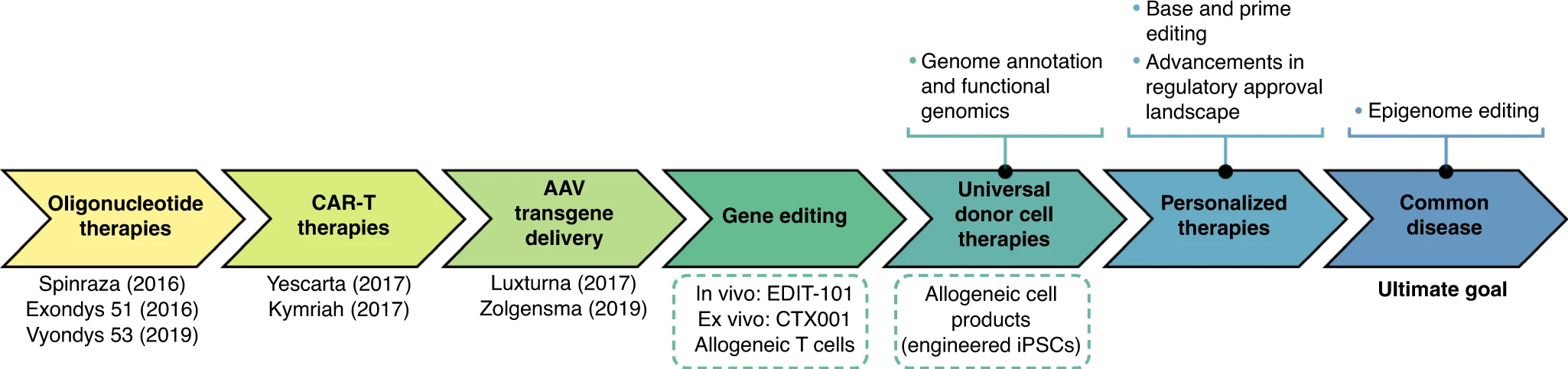
Хронологічна шкала із зображенням віх (кольоровими стрілками) на шляху до генотерапії поширених захворювань.

Історично генна терапія націлювалась на лікування спадкових генетичних захворювань, проте поле її застосування, принаймні теоретично, розширилося. В наш час генну терапію розглядають як потенційно універсальний підхід до лікування широкого спектра захворювань, починаючи від спадкових, генетичних і закінчуючи інфекційними. У 2003 році Gendicine став першим методом генної терапії, який отримав схвалення регуляторних органів. З того часу було схвалено інші препарати для генної терапії, такі як Glybera (2012), Strimvelis (2016), Kymriah (2017), Luxturna (2017), Onpattro (2018), Zolgensma (2019), Abecma (2021), Adstiladrin, Roctavian і Hemgenix (усі 2022). Більшість із цих підходів використовують аденоасоційовані віруси (AAV) та лентивіруси для виконання вставок генів in vivo та ex vivo відповідно.
- Одним із найперших успішних прикладів було використання генної терапії для лікування тяжкого комбінованого імунодефіциту (ТКІД), рідкісного та часто смертельного генетичного розладу, який впливає на імунну систему. У 1990 році група дослідників з Національного інституту здоров’я провела перше успішне випробування генної терапії ТКІД, під час якого вони використовували генетично модифікований вірус для доставки здорових копій гена, якого не було у пацієнтів із ТКІД, до клітин кісткового мозку. Ця генна терапія призвела до вироблення функціональних імунних клітин у пацієнтів, що призвело до значного покращення їхніх симптомів і нормалізації функції їхньої імунної системи.[23]
- Перше лікування, яке викликало постійні генетичні зміни, було розпочато в 1993 році. Мета полягала в тому, щоб вилікувати злоякісні пухлини головного мозку за допомогою рекомбінантної ДНК для перенесення гена, що робить пухлинні клітини чутливими до препарату, який, у свою чергу, спричинить загибель пухлинних клітин.[24]
- Перша комерційна генна терапія, Gendicine, була схвалена в Китаї в 2003 році для лікування деяких видів раку.[25]
- У 2012 році Glybera, засіб для лікування рідкісного спадкового захворювання, дефіциту ліпопротеїнліпази, стало першим засобом, схваленим для клінічного використання в Європі чи Сполучених Штатах після його схвалення Європейською Комісією.[26][27]
- Як правило, зусилля зосереджені на введенні гена, який викликає експресію необхідного білка. Нещодавно покращене розуміння функції нуклеази призвело до більш прямого редагування ДНК за допомогою таких методів, як нуклеази цинкового пальця (Zinc finger nuclease, ZFN) та CRISPR. Вектор включає гени в хромосоми. Експресовані нуклеази потім вибивають і замінюють гени в хромосомі. Станом на 2014 рік ці підходи включають видалення клітин у пацієнтів, редагування хромосоми та повернення трансформованих клітин пацієнтам.[28]
- Групою вчених у 2020 році була проведена генотерапія для омолодження та відновлення нервового волокна сітківки. Старим мишам ввели за допомогою аденовірусу гени, які синтезують фактори Яманакі, які епігенетично омолоджують клітини. Таке омолодження клітин дозволило відновити штучно пошкоджений оптичний нерв — нервові волокна буквально виросли знову. Вчені досягли х2 збільшення кількості клітин сітківки і х5 прискорення росту оптичного нерва.[29]
- У 2022 році завдяки новій формі редагування генів ("base editing") молода дівчина у Великій Британії, хвора на лейкемію, була вилікована за 6 місяців. Редагування основи та мультиплексування можуть забезпечити більш ефективне лікування CAR-T для пацієнтів з невиліковними раковими захворюваннями.
- У 2022 році голландські вчені з Інституту Губрехта, UMC Utrecht та Oncode Institute використали іншу форму редагування генів – первинне редагування – для виправлення мутації, яка спричиняє муковісцидоз у стовбурових клітинах людини. Крім того, корейські дослідники з Університету Йонсей успішно використовували первинне редагування для лікування захворювань печінки та очей у дорослих мишей.[4]
- У 2022 році генотерапія CRISPR забезпечило функціональне лікування бета-таласемії та серпоподібноклітинної анемії. CRISPR Therapeutics і Vertex Pharmaceuticals вилікували понад 75 пацієнтів, у результаті чого було створено кілька широко розрекламованих «функціональних ліків». Вони очікують схвалення FDA для Exa-Cel, лікування серпоподібноклітинної та бета-таласемії, на початку 2023 року.[4]
- Також у 2022 році регулятори схвалили кілька знакових клітинних і генних терапій, зокрема Roctavian для лікування гемофілія А[30], та Hemgenix для лікування гемофілії В[31], Zyntelgo для бета-таласемії, Skysona для церебральної адренолейкодистрофії, Yescarta і Breyanzi для неходжкінської лімфоми, Tecartus для мантійно-клітинної лімфоми, а також Carvykti і Abecma для множинної мієломи.[4]
- У 2023 році FDA схвалило першу генну терапію м’язової дистрофії Дюшена — Elevidys (Sarepta Therapeutics.)[32]

## Методи генотерапії

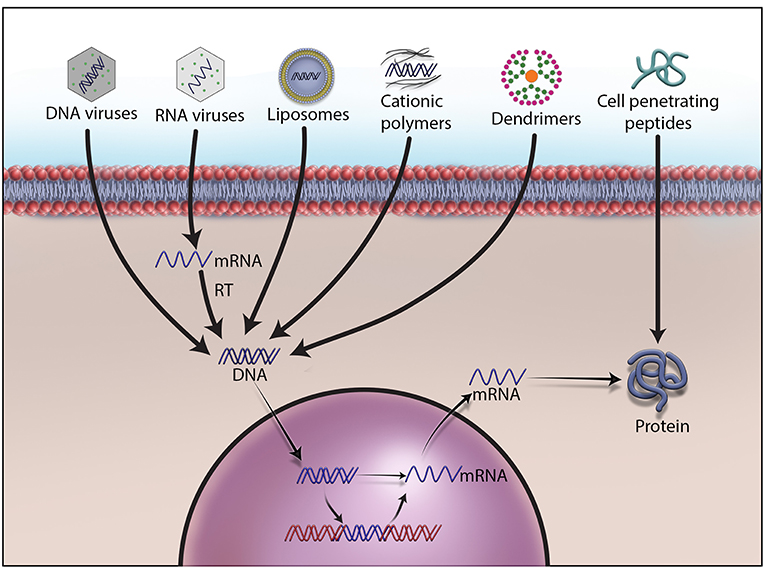
Різні методи доставки терапевтичної ДНК і білків до цільових клітин

Генотерапія — це вид медичного лікування, який включає введення здорових генів у клітини людини для заміни генів, які не функціонують належним чином. Щоб клітини-мішені виробляли білкові продукти введеного гена, екзогенний генетичний матеріал повинен бути доставлений до ядра клітини. Перенесення генів через вірусні вектори називається трансдукцією, тоді як перенесення через невірусні вектори називається трансфекцією.

### Вірусні вектори
В природі, для своєї реплікації (розмноження), віруси вводять свій генетичний матеріал у клітину-хазяїна, обманом змушуючи клітинний механізм хазяїна синтезувати вірусні білки з вірусного генетичного матеріалу.  Ретровіруси "йдуть" ще далі, вставляючи свій генетичний матеріал у ядерний геном клітини-господаря. Вчені використовують це, замінюючи частину генетичного матеріалу вірусу терапевтичною ДНК або РНК.  Подібно до генетичного матеріалу (ДНК або РНК) у вірусах, терапевтичний генетичний матеріал може бути розроблений як тимчасовий, який розкладається природним шляхом, як у неінтегрованих векторах, або потрапляти в ядро хазяїна, стаючи його постійною частиною ядерної ДНК господаря в інфікованих ретровірусом клітинах.
Для генної терапії людини використовуються ряд вірусів, у тому числі ретровіруси, такі як аденовіруси, лентивірус, вірус простого герпесу, коров’ячої віспи та аденоасоційований вірус.
- Аденовірусні вірусні вектори (Ad) тимчасово змінюють генетичну експресію клітини за допомогою генетичного матеріалу, який не інтегрований у ДНК клітини-хазяїна.[40]  Станом на 2017 рік такі вектори використовувалися в 20% випробувань генної терапії.[41] Аденовірусні вектори в основному використовуються в лікуванні раку та нових генетичних вакцинах, таких як вакцина проти хвороби, яку спричинює вірус Ебола, вакцинах, які використовуються в клінічних випробуваннях проти ВІЛ і SARS-CoV-2, або вакцинах проти раку.[40]Механізм опосередкованої аденовірусом доставки терапевтичної ДНК[33]

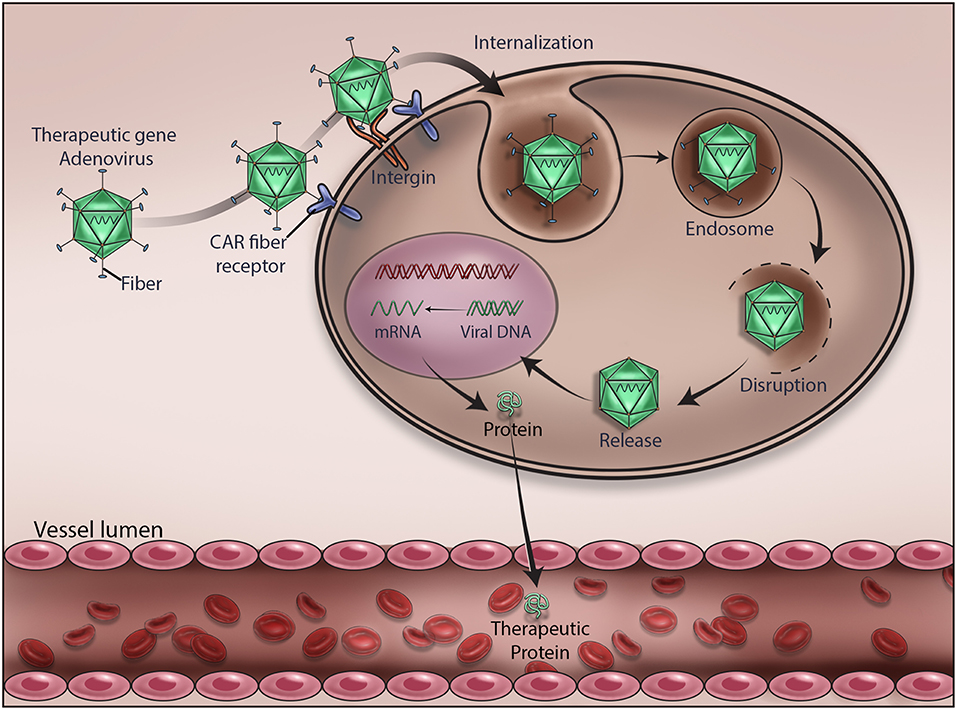
Механізм опосередкованої аденовірусом доставки терапевтичної ДНК

- Лентивірусні вектори на основі лентивірусу (родина ретровірусів), можуть інтегруватись в ядерний геном клітини для постійної експресії гена, хоча вектори можна модифікувати, щоб запобігти інтеграції.[35] Ретровіруси використовувалися в 18% випробувань до 2018 року.[42]
- Аденоасоційований вірус (AAV) — це вірус, який не здатний передаватися між клітинами, якщо клітина не інфікована іншим вірусом, вірусом-помічником. Аденовірус і віруси герпесу діють як віруси-помічники для AAV. AAV зберігається в клітині за межами ядерного геному клітини протягом тривалого періоду часу через утворення конкатемерів, які переважно організовані як епісоми.[43]  Генетичний матеріал з AAV-векторів інтегрується в ядерний геном клітини-господаря з низькою частотою і, ймовірно, опосередковується ДНК-модифікуючими ферментами клітини-хазяїна.[44][38][45] Моделі на тваринах припускають, що інтеграція генетичного матеріалу AAV в ядерний геном клітини-господаря може спричинити гепатоцелюлярну карциному, форму раку печінки.[44]
- Дослідження 2022-2023 років показали можливість створення штучних бактеріофагів T4, які можуть містити в собі до 20 разів більше терапевтичних векторів (до 171000 пар основ і, на додаток, понад 1000 інших молекул, таких як РНК і білки), що має великий потенціал в лікуванні багатьох хвороб та патологічних станів.[46][47][48]
- Вірус простого герпесу: у 2023 році FDA схвалило препарат Vyjuvek для лікування пацієнтів із дистрофічним бульозним епідермолізом завдяки нереплікативним рекомбінантним векторам вірусу простого герпесу (HSV-1).[49][50]

### Невірусні вектори
Невірусні вектори для генної терапії можуть мати певні переваги перед вірусними методами, такі як великомасштабне виробництво та низька імуногенність господаря. Однак невірусні методи спочатку спричиняли нижчі рівні трансфекції та експресії генів, а отже, меншу терапевтичну ефективність. Новіші технології обіцяють вирішення цих проблем завдяки появі посиленого націлювання на клітини та контролю внутрішньоклітинного розподілу (subcellular trafficking).

Введення ДНК у складі ліпоплексу.

Методи невірусної генної терапії включають ін’єкцію голої ДНК, електропорацію, генну гармату, сонопорацію, магнітофекцію, використання олігонуклеотидів, ліпоплексів, дендримерів і неорганічних наночастинок.

## Лікування
Редагування генів є перспективним підходом до зміни геному людини для лікування генетичних хвороб, серцево-судинних патологій,  вірусних захворювань, онкологічних патологій.
Також активно досліджується генотерапія когнітивних дисфункції, неврологічних розладів та травм нервової системи. Наприклад, використання генотерапії для доставки терапевтичних генів або модуляції експресії генів у певних нейронних ланцюгах, щоб підвищити синаптичну пластичність і сприяти відновленню після травми головного мозку або захворювання.
Крім того, дослідники вивчають використання генної терапії для лікування інших захворювань і станів, таких як деменція, хвороба Альцгеймера, вікові захворювання, хвороби серця, остеоартрит та інші.
Деякі з найбільш перспективних напрямків дослідження генотерапії включають редагування генів для лікування таких генетичних захворювань, як бета-глобінопатії, серпоподібноклітинна анемія та муковісцидоз, а також використання генотерапії для лікування раку шляхом введення генів, які можуть допомогти імунній системі атакувати ракові клітини.
Нові підходи до генної терапії соматичних клітин можна поділити на дві великі категорії: генна терапія ex vivo і in vivo. Розробляються специфічні лікарські препарати на основі нуклеїнових кислот: РНК-ферменти, модифіковані методами генної інженерії олігонуклеотиди, що коректують генні мутації in vivo і т. д.
Два дослідження 2023 року, опублікованих в Molecular Therapy, показали успішне лікування вродженої глухоти двох типів, пов'язаних з дефектами в генах PCDH15 та TMPRSS3, у дорослих мишей, які були глухими все життя. Також, дослідження 2023 року, опубліковане в Science Translational Medicine, показало можливість доставки генної терапії для лікування глухоти дорослих мишей через спинномозкову рідину кохлеарних акведуків, для покращення ефективності доставки ліків у внутрішнє вухо.
Також, у 2023 році FDA схвалило препарат Vyjuvek від Krystal biotech для лікування пацієнтів із дистрофічним бульозним епідермолізом. Це являє собою великий крок не лише на шляху лікування цієї руйнівної хвороби, але й для цілої галузі нереплікативних рекомбінантних векторів вірусу простого герпесу (HSV-1) для генної терапії.

### Типи
Використовують два основних типи, що розрізняються природою клітин-мішеней:
- фетальна генотерапія, при якій чужорідну ДНК вводять у зиготу або ембріон на ранній стадії розвитку, при цьому очікується, що введений матеріал потрапить в усі клітини реципієнта (і навіть у статеві клітини, забезпечивши тим самим передачу наступному поколінню);
- соматична генотерапія, при якій генетичний матеріал вводять тільки в соматичні клітини і він не передається статевим клітинам. Часто з цією метою використовують аденовіруси, в які інженерно додають необхідні гени, які потрапляють разом з вірусом до клітини і до клітинного ядра, де вмонтовуються в геном цілі.

## Генотерапія та редагування геному

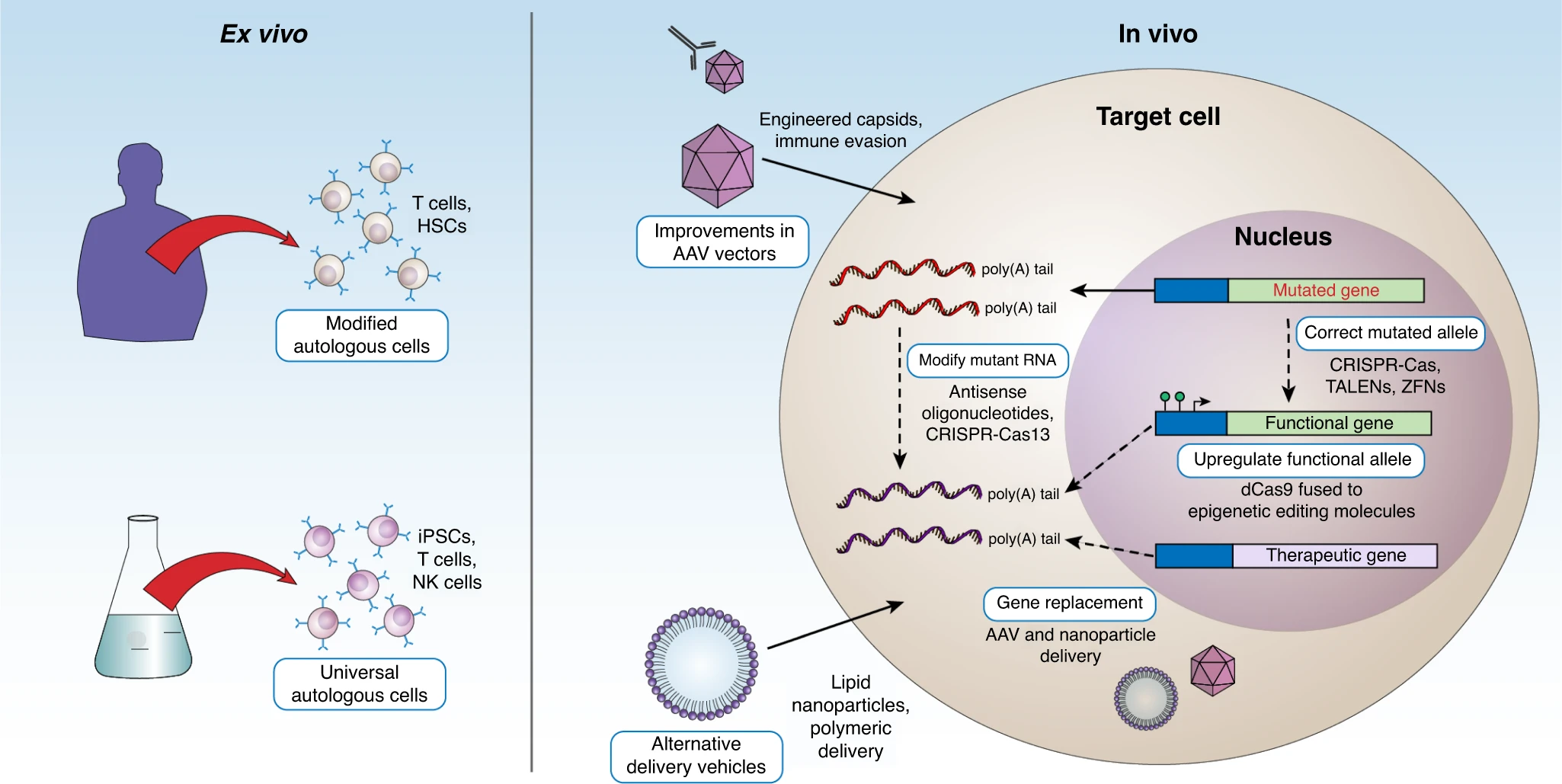
Схема стратегій ex vivo та in vivo (показано в синіх прямокутниках) для лікування генетичних захворювань.

Редагування геному та генотерапія пов’язані з модифікацією генетичного матеріалу для лікування захворювань, але вони відрізняються підходом і цілями.
Редагування геному стосується цільової модифікації послідовностей ДНК у геномі клітини чи організму за допомогою молекулярних інструментів, таких як CRISPR-Cas9. Ця технологія дозволяє вносити точні та специфічні зміни в послідовність ДНК, наприклад додавати або видаляти певні гени або виправляти мутації, які викликають захворювання.
З іншого боку, генна терапія передбачає введення нового генетичного матеріалу в клітини пацієнта для лікування або лікування хвороби. Це можна зробити шляхом введення здорової копії дефектного гена, заміни відсутнього або нефункціонуючого гена або введення нового гена, який може забезпечити терапевтичну користь.
У деяких випадках редагування геному можна використовувати як інструмент генної терапії. Наприклад, редагування геному можна використовувати для модифікації ДНК власних клітин пацієнта для введення терапевтичних генів або для виправлення мутацій у генах пацієнта перед їх введенням як частину лікування генною терапією.
Загалом і редагування геному, і генна терапія мають великі перспективи для лікування генетичних захворювань, і поточні дослідження продовжують удосконалювати ці методи та розробляти для них нові застосування.

## Синтетична геноміка
Синтетична геноміка може відіграти важливу роль у лікуванні генетичних захворювань людини, надаючи інструменти для точного редагування геному та генотерапії. Одним із основних застосувань синтетичної геноміки є розробка генної терапії, яка передбачає введення здорових копій генів у клітини для заміни або доповнення несправних генів. Методи синтетичної геноміки можна використовувати для розробки та синтезу індивідуальних послідовностей ДНК, які можна використовувати як вектори для доставки терапевтичних генів у клітини.
Синтетична геноміка, зокрема, використовує сконструйовані генні схеми для програмування живих клітин, підвищуючи точність і ефективність біотехнологічних застосувань, таких як генотерапія, цільова доставка ліків, метаболічна і мікробіомна інженерія, а також синтез біоматеріалу. Щоб підвищити передбачуваність, механістичне моделювання та методи машинного навчання можна використовувати в поєднанні, перевіряючи призначені функції та покращуючи швидкість і точність прогнозів.

## Додаткова література

### Книги
- Hazel Aranha, Humberto Vega-Mercado (edited by) (2023). Handbook of Cell and Gene Therapy From Proof-of-Concept through Manufacturing to Commercialization (англ.). CRC Press, Taylor & Francis. ISBN 9781032257976.
- A handbook of gene and cell therapy. Cham: Springer. 2020. ISBN 978-3-030-41333-0
- Gene Correction. Methods and Protocols. Series: Methods in Molecular Biology, Vol. 1114 Storici, Francesca (Ed.), 2014. — ISBN 978-1-62703-760-0

### Журнали
- Gene Therapy (Nature Portfolio)
- Molecular Therapy (сайт; Cell Press, Elsevier)
- Human Gene Therapy (Mary Ann Liebert)
- Current Gene Therapy (Bentham Science Publishers)
- The Journal of Gene Medicine (Wiley-Blackwell)
- Journal of Molecular Medicine (Springer Nature)
- Trends in Molecular Medicine (Cell Press, Elsevier) та інші.

### Статті
- Arabi Fatemeh; Mansouri Vahid; Ahmadbeigi Naser (1 вересня 2022). Gene therapy clinical trials, where do we go? An overview. Biomedicine & Pharmacotherapy (англ.) 153. doi:10.1016/j.biopha.2022.113324.
- Shahryari Alireza; Burtscher Ingo; Nazari Zahra; Lickert Heiko (2021-09). Engineering Gene Therapy: Advances and Barriers. Advanced Therapeutics (англ.) 4 (9). doi:10.1002/adtp.202100040.
- Bulaklak Karen; Gersbach Charles A. (16 листопада 2020). The once and future gene therapy. Nature Communications (англ.) 11 (1). doi:10.1038/s41467-020-19505-2.
- Dunbar Cynthia E.; High Katherine A.; Joung J. Keith; Kohn Donald B.; Ozawa Keiya; Sadelain Michel (12 січня 2018). Gene therapy comes of age. Science (англ.) 359 (6372). doi:10.1126/science.aan4672.
- Verma Inder M.; Somia Nikunj (1997). Gene therapy - promises, problems and prospects. Nature (англ.) 389 (6648). doi:10.1038/38410.